# Стари Скилици
Стари Скилици (грч. Παλαιό Σκυλλίτσι, Палео Скилици) је насељено место у општини Александрија у периферији Средишња Македонија, Грчка. Према попису из 2021. године било је 468 становника.
Према бугарском географу и историчару, Василу Канчову, у Старом Скилицију је 1900. године живело 80 Грка. После 1923. године насељене су грчке избегличке породице за које је подигнуто насеље Нови Скилици (Калохори), тако је 1928. године у селу било 126 житеља. Након исушења Ениџевардарског језера насељен је већи број избегличких породица, те је на попису из 1940. године Стари Скилици имао 632 становника.